# Église Saint-André de La Côte-Saint-André
L'église Saint-André de La Côte-Saint-André est une église catholique située dans la commune de La Côte-Saint-André, dans le département de l'Isère, en région Auvergne-Rhône-Alpes, en France.

## Localisation et accès

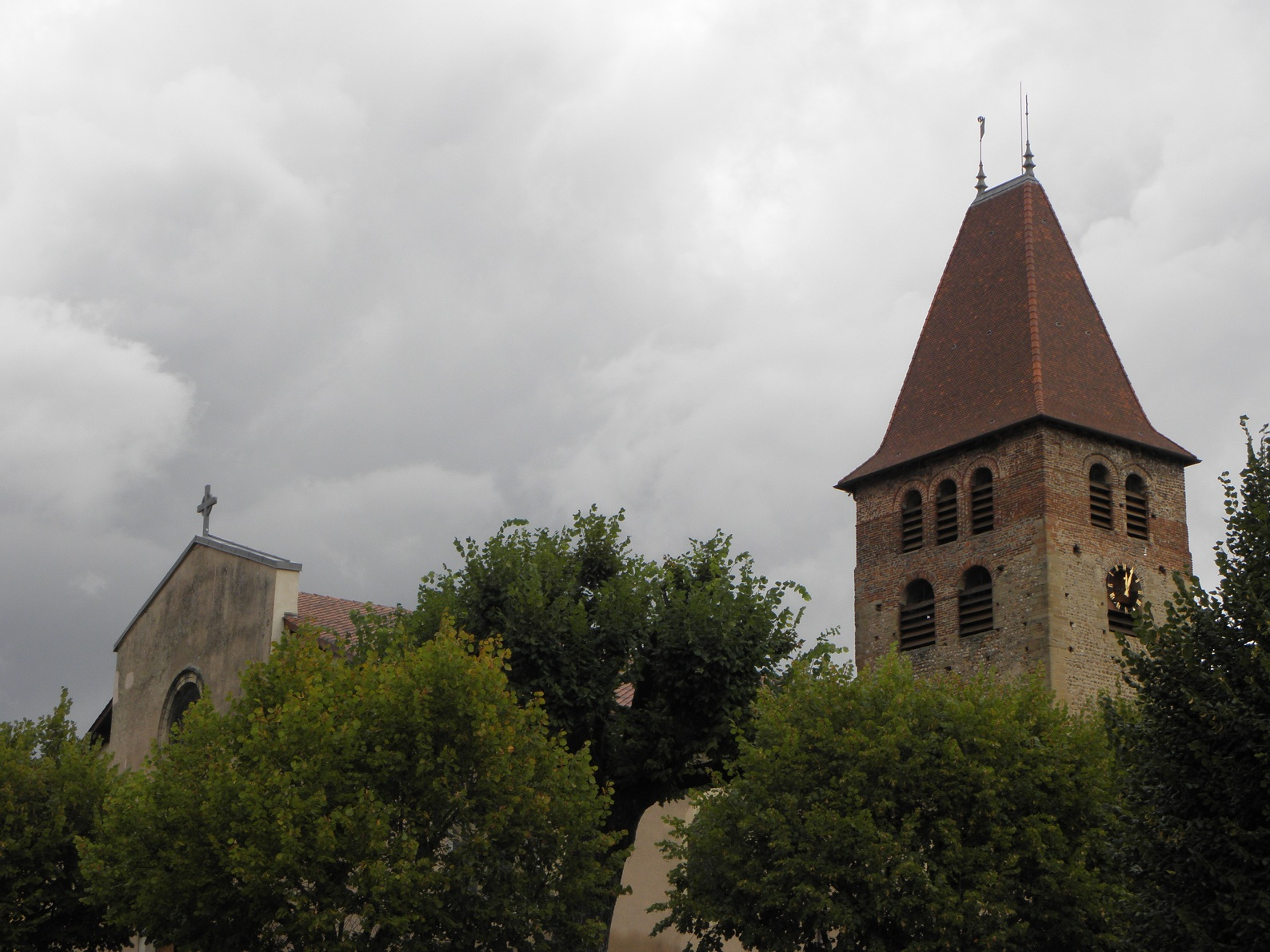
Façade occidentale et tour-clocher de l'église Saint-André.

L'église est située dans le département français de l'Isère, au cœur du bourg central de la petite ville de La Côte-Saint-André, relevant historiquement de la province du Dauphiné. 
Propriété de la commune, l'église, positionnée face à la place Saint-André près des anciens remparts, est desservie par la paroisse Sainte Marie de Bièvre-Liers qui est elle-même rattachée au diocèse de Grenoble-Vienne. La maison paroissiale se situe près de cette église.
Le réseau interurbain de l'Isère connu sous l'appellation locale Transisère relie la ville de La Côte-Saint-André aux autres villes de l'Isère. L'arrêt de bus le plus proche est l'arrêt Place Hector-Berlioz.

## Description
En 1865, L'itinéraire général de la France de la collection des Guides-Joanne présente l'église en ces termes : « L'église en partie romane, en partie ogivale, est surmontée d'un clocher quadrangulaire (vitraux, beau crucifix, maître autel en marbre sculpté). »

## Historique
Cette église romane, située au cœur de la ville, a été édifiée entre 1088 et 1102 et plusieurs fois remaniée jusqu'au XIXe siècle. L'édifice religieux de rite catholique fait l'objet d'une inscription au titre des monuments historiques par arrêté du 5 février 1982.